# Nethinius perinetensis
Nethinius perinetensis là một loài bọ cánh cứng trong họ Cerambycidae.